# Tryphoninae
Tryphoninae es una  subfamilia de avispas parasíticas en la familia Ichneumonidae. 
La mayoría son ectoparasitoides koinobiontes de larvas de Symphyta, algunos (por ejemplo Hercus, Netelia y Phytodietus) parasitan larvas de Lepidoptera.
La mayoría de las especies son de  continentes boreales. Hay 51 géneros en 8 tribus.

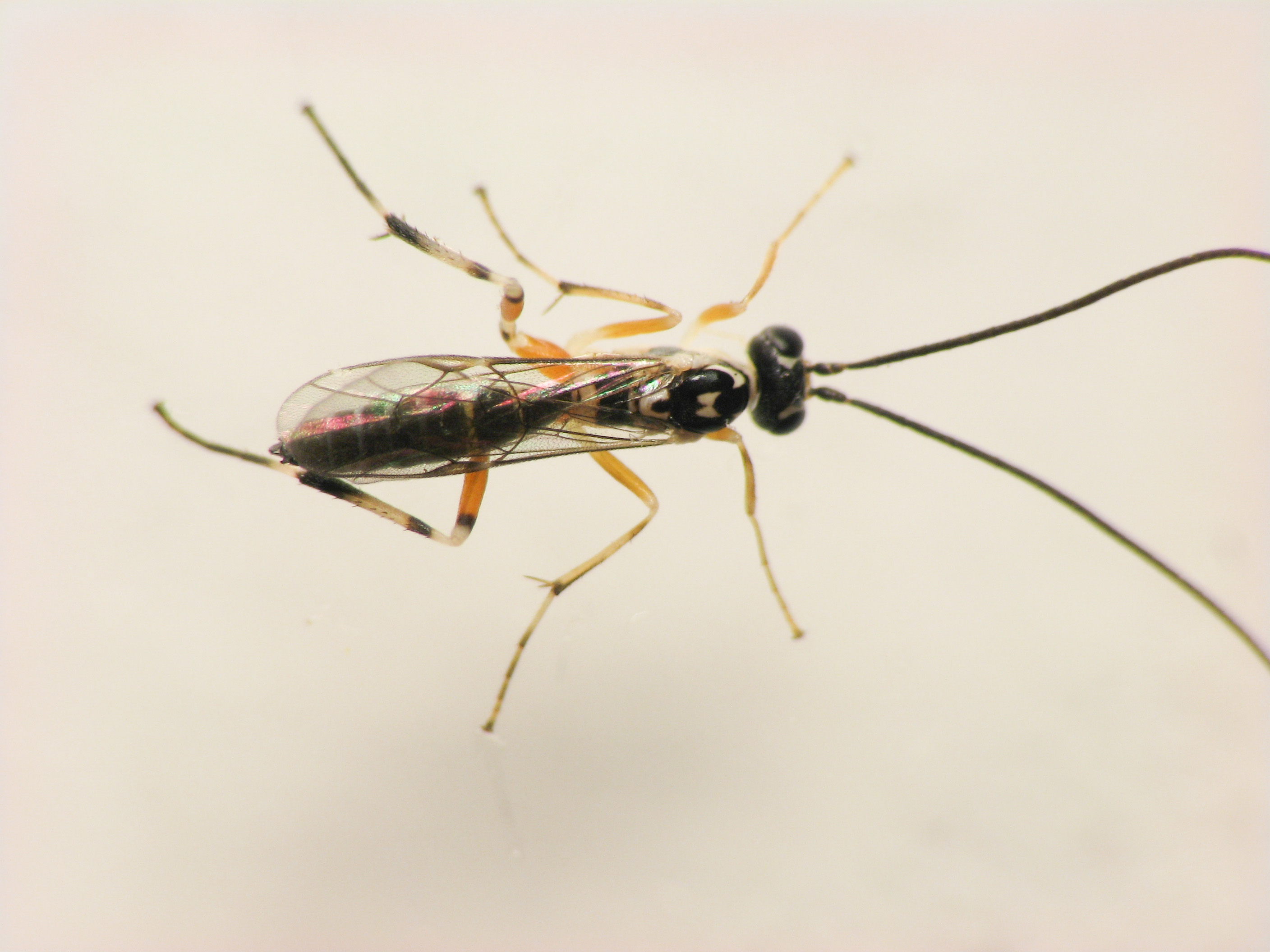
Phytodietus sp. macho (Tribu Phytodietini)

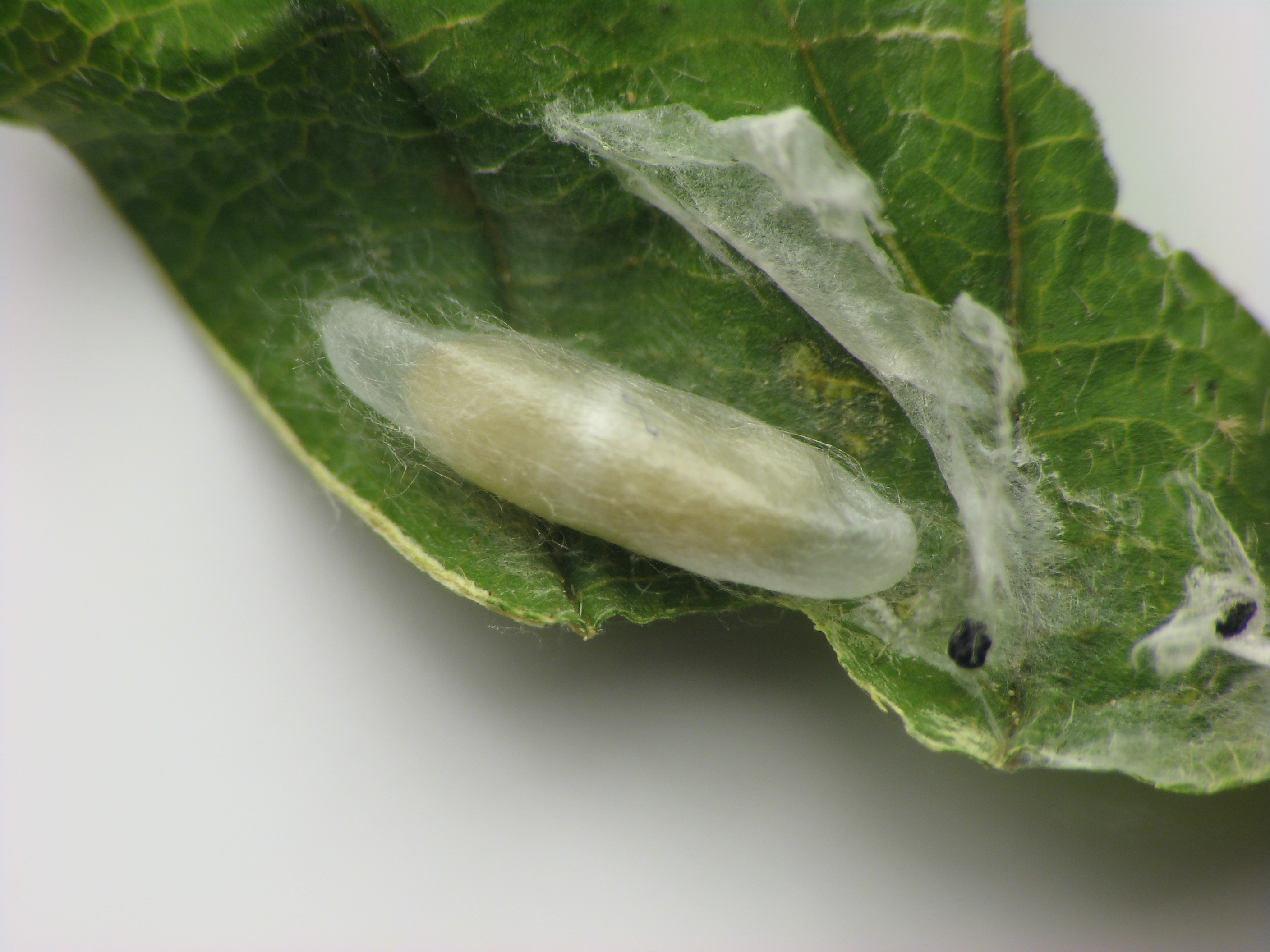
Phytodietus sp. pupa

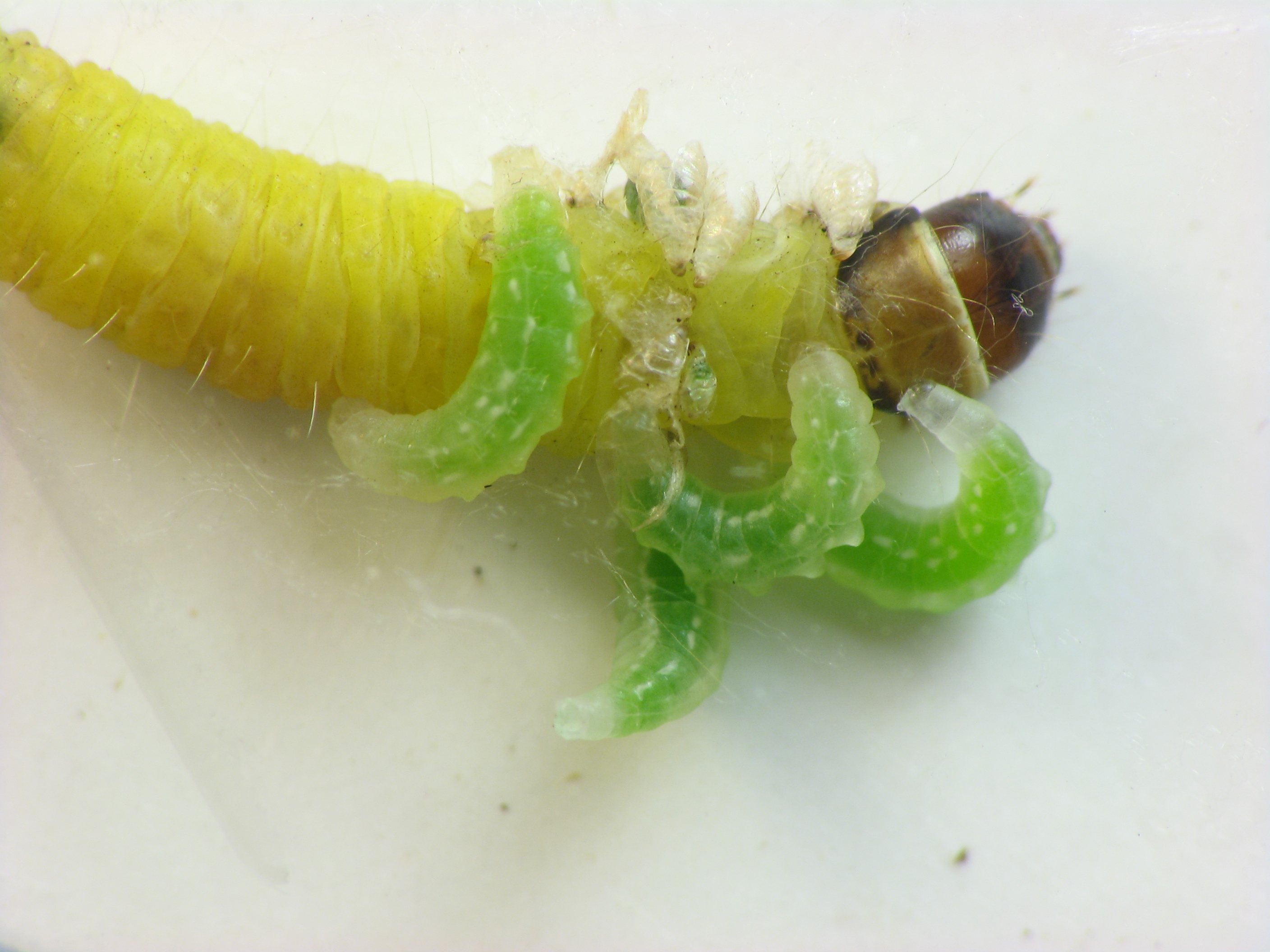
Hercus fontinalis larvas (tribu Oedemopsini)

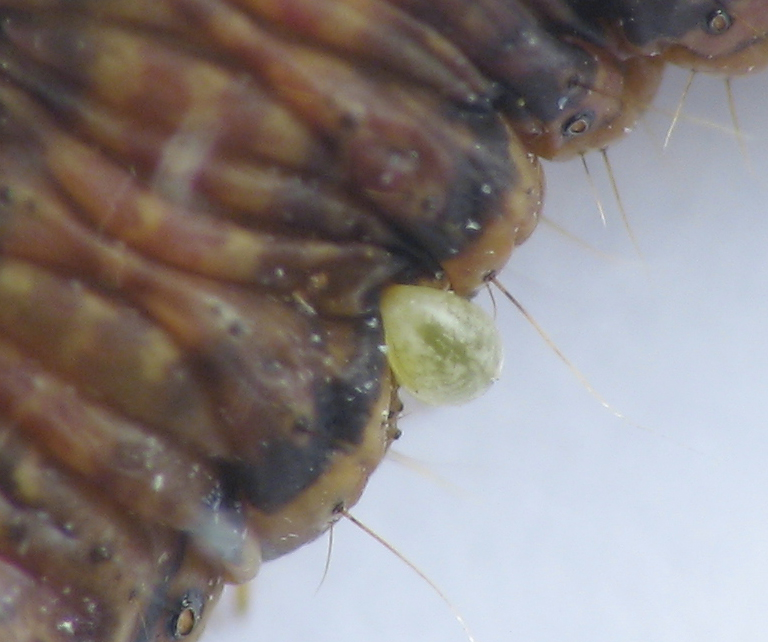
Phytodietus, huevo en oruga de Pococera

## Tribus y géneros
Se reconocen 1.228 especies, 57 géneros y 8 tribus (2019).
- Tribu Ankylophonini Gauld, 1984
  - Ankylophon Gauld, 1984
- Tribu Eclytini Townes & Townes, 1945
  - Eclytus Holmgren, 1857
- Tribu Idiogrammatini Cushman, 1942
  - Idiogramma Förster, 1869
  - † Urotryphon Townes 1973
- Tribu Oedemopsini Woldstedt, 1877
  - Acaenitellus Morley
  - Atopotrophos Cushman
  - Cladeutes Townes, 1969
  - Debophanes Gauld
  - Hercus Townes, 1969
  - Leptixys Townes, 1969
  - Neliopisthus Thomson, 1883
  - Oedemopsis Tschek, 1869
  - Scudderopsis Bennett
  - Thymariodes Kasparyan
  - Thymaris Forster, 1869
  - Zagryphus Cushman
- Tribu Phytodietini Hellén, 1915
  - Biamosa Khalaim
  - Netelia Gray, 1860
  - Phytodietus Gravenhorst, 1829
- Tribu Sphinctini Förster, 1869
  - Sphinctus Gravenhorst, 1829
- Tribu Tryphonini Shuckard, 1840

- - Acrotomus Holmgren, 1857
  - Aridella Kasparyan, 1970
  - Boethella Bennett, 2003
  - Boethus Forster, 1869
  - Chiloplatys Townes & Townes, 1945
  - Cosmoconus Forster, 1869
  - Cteniscus Haliday, 1832
  - Ctenochira Forster, 1855
  - Dyspetes Forster, 1869
  - Eremodolius Kasparyan, 1985
  - Eridolius Förster, 1869
  - Erromenus Holmgren, 1857
  - Excavarus Davis, 1897
  - Grypocentrus Ruthe, 1855
  - Ibornia Seyrig, 1936
  - Kerrichia Mason, 1962
  - Kristotomus Mason, 1962
  - Lagoleptus Townes, 1969
  - Ledora Kasparya, 1983
  - Leviculus Townes, 1969
  - Megatryphon Cockerell, 1924
  - Monoblastus Hartig, 1837
  - Neleges Forster, 1869
  - Orthomiscus Mason, 1955
  - Otoblastus Förster, 1869
  - Parablastus Constantineanu, 1973
  - Polyblastus Hartig, 1837
  - Scapnetes Townes, 1969
  - Schelocentrus Kasparyan, 1976
  - Smicroplectrus Thomson, 1883
  - Thibetoides Davis, 1879
  - Tryphon Fallén, 1813
  - Zambion Kasparyan, 1993